# Pegomastax
Pegomastax ist eine Gattung der Vogelbeckensaurier aus dem Unterjura Afrikas. Die einzige Art der Gattung, Pegomastax africana, war ein kleiner, pflanzenfressender Vertreter der Heterodontosauridae und lebte vor rund 200 bis 190 Millionen Jahren auf dem heutigen Gebiet Südafrikas.
Die fossilen Überreste der Gattung wurden in der Elliot-Formation gefunden, die in etwa 200 bis 190 Millionen Jahre alt ist. Beschrieben wurden Art und Gattung 2012 von Paul Sereno. Pegomastax ist phylogenetischen Studien zufolge ein relativ abgeleiteter Angehöriger der Heterodontosauridae, es bildet wahrscheinlich das Schwestertaxon zur Gattung Manidens.

## Merkmale

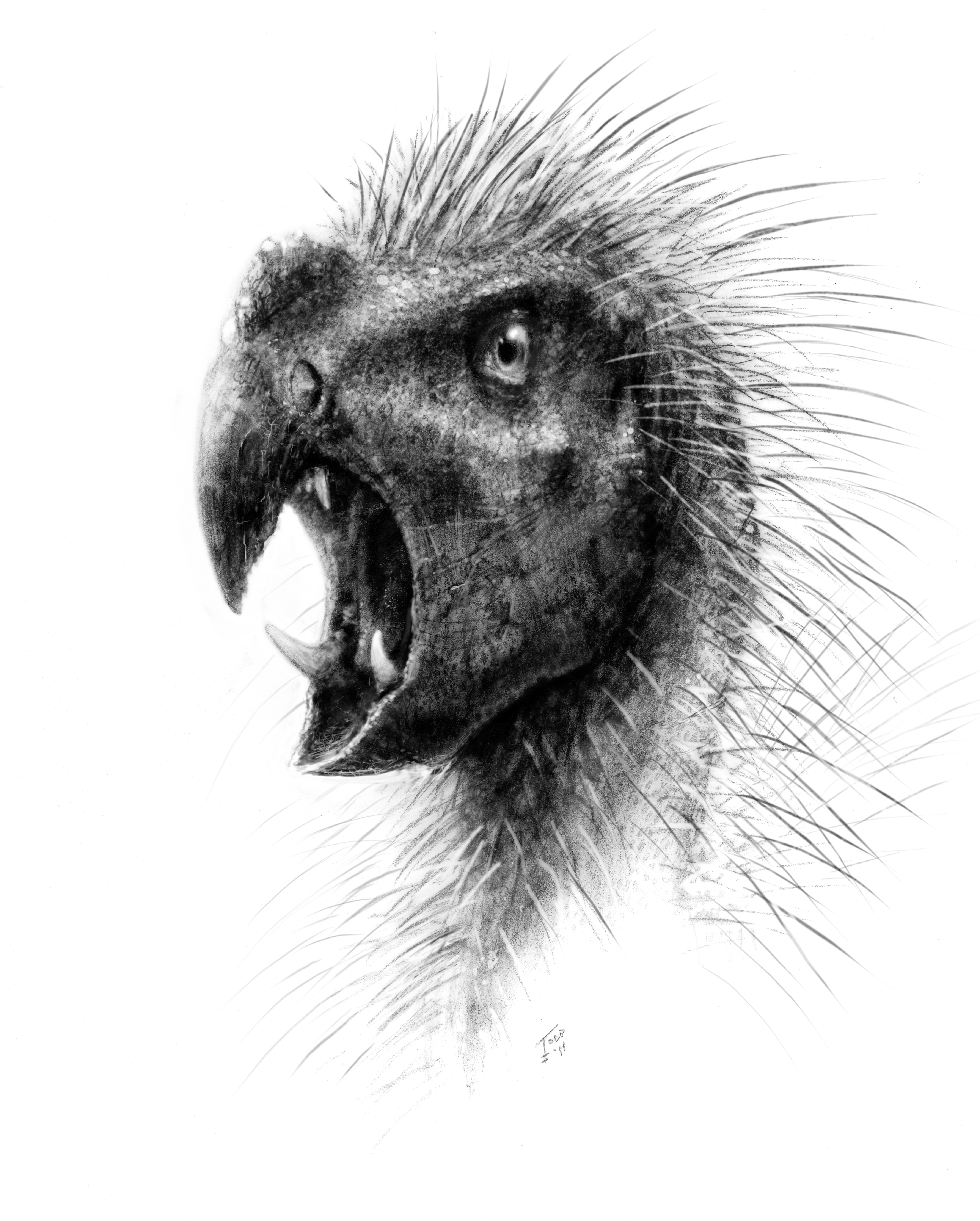
Künstlerische Rekonstruktion von Pegomastax africana mit Borsten an Kopf und Hals.

Das überlieferte Fossilmaterial lässt lediglich Schlüsse auf die Kopfmorphologie von Pegomastax zu. Es besaß einen für die Heterodontosauridae typischen, gerundeten Keratinschnabel, der als Verlängerung des Ober- und Unterkiefers diente, wie sich anhand entsprechender Ansätze an der Schnauzenspitze feststellen lässt. In seiner Gestalt ähnelte er wohl denen heutiger Papageien und war beweglich am Kiefer aufgehängt. Die Schnauze selbst war kurz und schmal, der Unterkiefer war keilförmig. Wie bei allen Heterodontiden und im Unterschied zu den meisten anderen Dinosauriern wies das Gebiss verschiedene Zahntypen auf (Heterodontie). Die Vorderzähne von P. africana waren vampirähnlich und an der Vorderkante leicht gezackt, aber anders als bei anderen Heterodontosauriden nicht nach hinten gebogen. An die Vorderzähne schlossen sich auf beiden Seiten des Unterkiefers zehn rautenförmige Zähne an, deren Schneideflächen geriffelt waren.
Über andere morphologische Merkmale von P. africana lässt sich teils durch die Proportionen des Schädels, teils durch Vergleich mit nahe verwandten Gattungen mutmaßen. Die Position im Stammbaum der Heterodontosauridae lässt darauf schließen, dass die Kiefermuskulatur relativ weit hinten am Unterkiefer ansetzte. Die Zahnreihe von Pegomastax ist mit 27 mm deutlich kürzer als die des verwandten Heterodontosaurus mit 42 mm, der etwa 1,2 m lang wurde. Da der Heterodontosaurier Tianyulong fossil mitsamt länglicher Borstenfedern überliefert ist, ist es möglich, dass auch Pegomastax ähnliche Borsten trug.

## Fundort, Fossilmaterial und Stratigrafie
Von Pegomastax ist lediglich ein stark zerbrochener Schädel in einem Sandsteinblock erhalten, aus dem sich vor allem die Zähne und Teile des Unterkiefers herauspräparieren ließen. Das Fossil stammt aus der Elliot-Formation nahe dem südafrikanischen Voyizane (Ostkap). Die Formation erstreckt sich zeitlich über die chronostratigraphischen Stufen des Hettangiums und Sinemuriums (201,3 bis 190,8 Mio. Jahre) und stammt damit aus dem Unteren Jura. Zur damaligen Zeit war die Region noch mit der Ostküste des heutigen Südamerikas verbunden, wo auch die nächsten bekannten Verwandten der Gattung lebten.

## Paläoökologie
Die Abnutzung der Zähne im Kiefer von Pegomastax und anderer Heterodontosaurier lässt darauf schließen, dass es sich bei allen Vertretern um überwiegende oder obligatorische Herbivoren handelte, eine These, die von der Form der Keratinschnäbel gestützt wird. Ähnliche Maulformen treten bei früchtefressenden Papageien oder auch bei pflanzenfressenden Schildkröten auf. Die verlängerten, reißzahnähnlichen Vorderzähne dürften höchstens der Verteidigung oder Schaukämpfen gedient haben, da sie zu tief im Maul saßen, um als effektive Waffen zu dienen, und kaum Abnutzung zeigen.

## Systematik und Taxonomie
Der spätere Holotyp von Pegomastax (Inventarnummer SAM-PK-K10488) wurde bereits 1966/67 bei gemeinsamen Ausgrabungen des Yale University, des British Museum of Natural History und der University of London gefunden. Das Fossil wurde an der Harvard University präpariert, wo Paul Sereno zu dem Schluss kam, dass es sich um ein eigenständiges Taxon handeln müsse. Das Fossil blieb jedoch mehrere Jahrzehnte unbeschrieben, bevor Sereno es 2012 in eine eigene Gattung und Art stellte.
Den Gattungsnamen Pegomastax wählte er in Anlehnung an die griechische Kombination pegos (dt. „stark“) und mastax (dt. „Kiefer“). Das Artepitheton bezieht sich auf den afrikanischen Fundort des Holotyps. Ursprünglich lautete es auf africanus, musste aber nachträglich von Sereno auf africana korrigiert werden, um den Regeln der Nomenklatur zu genügen. Vergleiche mit gut erhaltenen Vertretern der Heterodontosauridae wiesen Pegomastax als Vertreter dieser Gruppe aus; phylogenetische Analysen morphologischer Merkmale ergaben, dass die Gattung innerhalb der Heterodontosaurinae steht. Diese Gruppe umfasst Heterodontosaurier mit einer tiefen Aufhängung des Kiefers und ist geographisch auf das damalige Westgondwana beschränkt. Sie tritt das erste Mal an der Trias-Jura-Grenze auf und lässt sich mit Manidens, der südamerikanischen Schwestergattung von Pegomastax, bis ins mittlere Jura verfolgen.